# William Junior Lecerf
William Junior Lecerf (Halle, 15 de octubre de 2002) es un ciclista profesional belga que compite con el equipo Soudal Quick-Step.

## Trayectoria
En 2023 fichó por el Soudal Quick-Step Devo Team. Empezó el año siendo tercero en el Tour de Ruanda y lo terminó ganando el Piccolo Giro de Lombardía. En 2024 ascendió al Soudal Quick-Step e inició la campaña con un segundo puesto en el AlUla Tour. Posteriormente consiguió ganar una etapa en Ruanda y ese mismo año participó en la Vuelta a España, donde quedó cuarto en una etapa.

## Palmarés
2023
- Piccolo Giro de Lombardía

2024
- 1 etapa del Tour de Ruanda

2025
- Tour de la República Checa, más 1 etapa

## Resultados en Grandes Vueltas
| Carrera | Carrera         | 2023 | 2024 | 2025 |
| ------- | --------------- | ---- | ---- | ---- |
|         | Giro de Italia  | —    | —    | —    |
|         | Tour de Francia | —    | —    | —    |
|         | Vuelta a España | —    | 44.º | —    |

―: no participa
Ab.: abandono

## Equipos
- Soudal Quick-Step Devo Team (2023)
- Soudal Quick-Step (2024-)